# Olivier Djappa
Olivier Djappa (ur. 22 listopada 1969 w Duali) – kameruński piłkarz występujący na pozycji napastnika.

## Kariera klubowa
Djappa rozpoczął karierę w Unionie Duala, a następnie grał w Racingu Bafoussam, z którym dwukrotnie zdobył mistrzostwo Kamerunu (1992, 1993). W 1993 przeszedł do niemieckiego Rot-Weiss Essen. W 2. Bundeslidze zadebiutował 31 lipca 1993 w przegranym 0:1 meczu z TSV 1860 Monachium, a 6 kwietnia 1994 w wygranym 2:0 pojedynku z Herthą BSC strzelił swojego pierwszego gola w tych rozgrywkach. W sezonie 1993/1994 dotarł z klubem do finału Pucharu Niemiec, w którym Rot-Weiss przegrał 1:3 z Werderem Brema.
W 1994 przeszedł do Borussii Fulda, a w sezonie 1995/1996 awansował z nią z Oberligi do Regionalligi. W 1999 odszedł do ligowego rywala, zespołu SSV Reutlingen 05. W sezonie 1999/2000 awansował z nim do 2. Bundesligi, a także został królem strzelców Regionalligi Süd z 36 bramkami. W następnym sezonie ponownie został najlepszym strzelcem ligi, współdzieląc koronę z Arturem Wichniarkiem. Zawodnikiem Reutlingen był do końca sezonu 2001/2002.
Następnie występował w SpVgg Unterhaching (Regionalliga), a także na poziomie czwartej ligi i piątej, w drużynach Germania Ratingen 04/19, SSV Hagen oraz Borussia Fulda. Potem grał już tylko na szczeblu amatorskim, dla zespołów SV 1910 Neuhof, SG Johannesberg i SG Eiterfeld/Leimbach.

## Statystyki ligowe
| Rozgrywki     | Poziom | Kraj   | Mecze | Gole |
| ------------- | ------ | ------ | ----- | ---- |
| 2. Bundesliga | II     | Niemcy | 80    | 28   |
| Regionalliga  | III    | Niemcy | 135   | 81   |

## Kariera reprezentacyjna
W reprezentacji Kamerunu zadebiutował 18 października 1992 w wygranym 5:0 meczu el. do MŚ 1994 z Suazi i zdobył wówczas gola. W drużynie narodowej rozegrał trzy spotkania, wszystkie w 1992 roku.